# Upton (Massachusetts)
Upton és una població dels Estats Units a l'estat de Massachusetts. Segons el cens del 2000 tenia 5.642 habitants.

## Demografia
Segons el cens del 2000, Upton tenia 5.642 habitants, 2.042 habitatges, i 1.562 famílies. La densitat de població era de 101,2 habitants/km².
Dels 2.042 habitatges en un 42,1% hi vivien nens de menys de 18 anys, en un 67,9% hi vivien parelles casades, en un 6,7% dones solteres, i en un 23,5% no eren unitats familiars. En el 19% dels habitatges hi vivien persones soles el 7,6% de les quals corresponia a persones de 65 anys o més que vivien soles. El nombre mitjà de persones vivint en cada habitatge era de 2,74 i el nombre mitjà de persones que vivien en cada família era de 3,17.
Per edats la població es repartia de la següent manera: un 29,1% tenia menys de 18 anys, un 4,3% entre 18 i 24, un 35% entre 25 i 44, un 22,2% de 45 a 60 i un 9,5% 65 anys o més.
L'edat mediana era de 37 anys. Per cada 100 dones de 18 o més anys hi havia 92,7 homes.
La renda mediana per habitatge era de 78.595 $ i la renda mediana per família de 89.251$. Els homes tenien una renda mediana de 66.734 $ mentre que les dones 39.224$. La renda per capita de la població era de 34.924$. Entorn de l'1,8% de les famílies i el 3,5% de la població estaven per davall del llindar de pobresa.